# Banc (empresa)

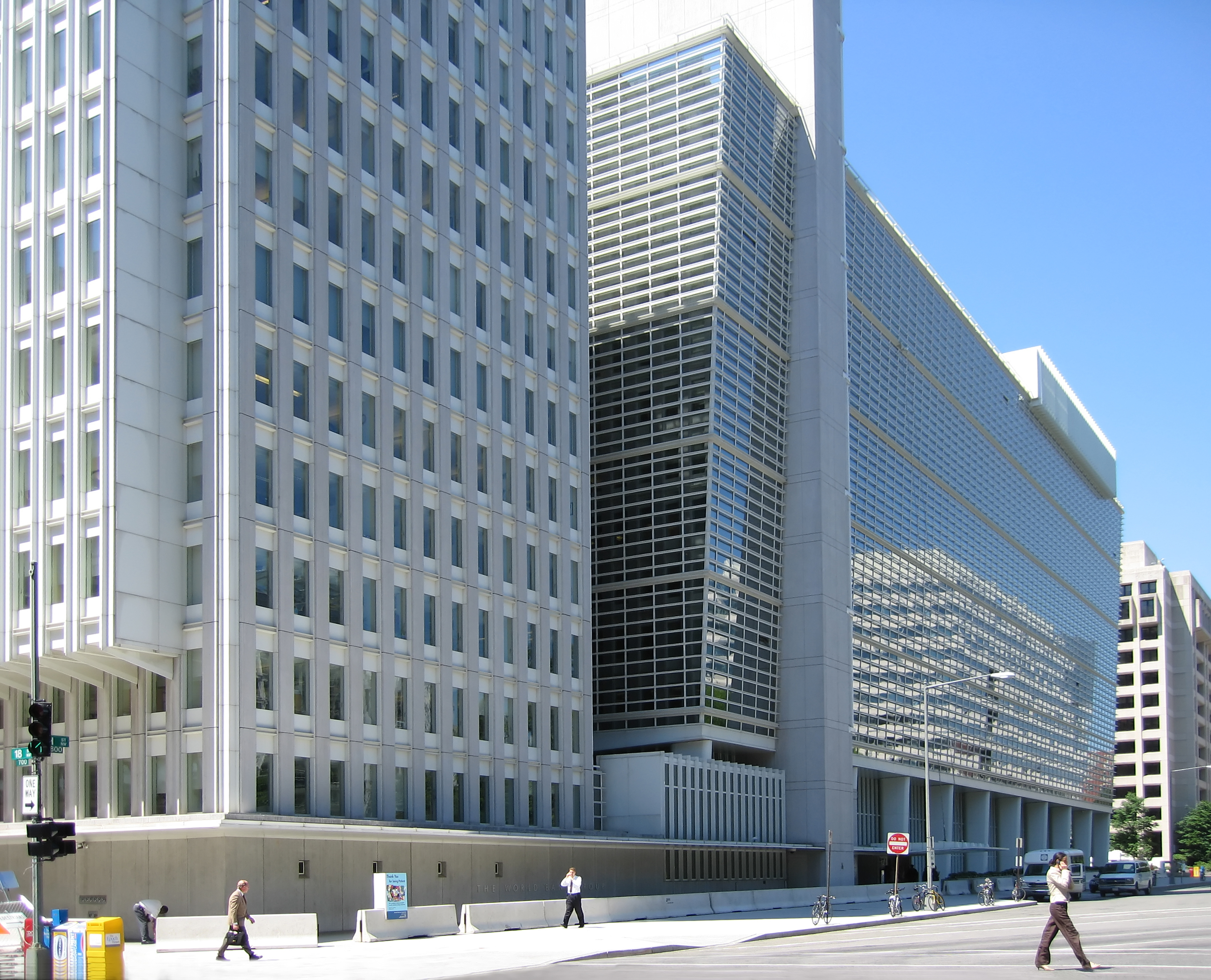
Seu del Banc Mundial a Washington D. C.

Un banc o una banca és una entitat financera de crèdit que utilitza els fons dipositats per empreses i particulars per tal de prestar-los a altres empreses i particulars, a canvi d'un percentatge de benefici. El sistema bancari és un complex dispositiu que ha de distribuir els recursos capitalitzats entre aquells amb necessitat de capital.
En alguns moments històrics han arribat a crear moneda, funció que avui dia només tenen els bancs centrals.
Avui dia, la internacionalització i la globalització promouen la creació d'una banca universal, essent possible gràcies al desenvolupament tecnològic que permet la digitalització de serveis i l'accés immediat a un conjunt de serveis a través de internet des de qualsevol part del món.
Un banc és una institució financera, juntament amb les entitats de crèdit i les entitats asseguradores.

## Etimologia
La paraula banc procedeix del francès mitjà, banc, que al seu torn va adoptar la paraula alt alemanya antiga bank o banc, amb el sentit del moble —banc i més tard taulell—. Els bancs (mobles) solien servir com a taulells de transaccions durant la Edat mitjana i part de la Edat moderna, quan gran part dels diners que canviaven de mans i dels contractes de comerç es tancaven a l'aire lliure , en establiments o mercats reunits amb aquesta finalitat (com els mercats lliures alemanys). El terme es va popularitzar durant el Renaixement pels banquers florentins, que realitzaven les seves transaccions sobre petits mobles coberts d'un llenç de color verd. Al seu pas per l'italià (banca), va cobrar més aviat el significat de taula, referint-se als taulells que servien als canvistes per a les transaccions financeres.
Avui dia, aquesta paraula és usada en la gran majoria de llengües, incloses les romances, germàniques o semítiques, entre d'altres. En moltes segueix guardant, almenys en part, també el significat original del moble ('banc' en català, 'bank' en alemany, 'bench' en anglès, etc.). A causa de la funció dels bancs com a lloc d'emmagatzematge de diners, actualment l'ús de la paraula s'ha expandit per fer referència a diferents repositoris, com en els termes banc de dades, banc de sang, o en el sentit més genèric.
Altres idiomes que no usen aquesta paraula, solen emprar també paraules del seu propi vocabulari amb un significat similar. La paraula grega (trà‧pe‧za), per exemple, que es tradueix com a banc, significa literalment «taula».

## Tipologies
Hi ha diferents classes de bancs segons l'origen del capital o segons el tipus d'operacions que desenvolupen:

### Segons l'origen del capital
- Bancs públics: El capital és aportat per l'estat.
- Bancs privats: El capital és aportat per accionistes particulars.
- Bancs mixts: El capital es forma amb aportaments privats i oficials.

### Segons el tipus d'operació
- Bancs corrents: són els més comuns amb els quals opera la gent. Les seves operacions habituals inclouen dipòsits en compte corrent, caixa d'estalvis, préstecs, custòdia de títols i valors, lloguers de caixes de seguretat, finançament, etc.
- Bancs especialitzats: Tenen una finalitat creditícia específica.
- Bancs centrals: Són les cases bancàries de categoria superior que autoritzen el funcionament d'entitats de crèdits, les revisen i les controlen.
- Bancs de segon pis: Són aquells que canalitzen els recursos financers al mercat a través d'altres institucions financeres que actuen com intermediaris. S'utilitzen fonamentalment per canalitzar recursos cap a sectors productius.
- Banc de desenvolupament: El seu objectiu fonamental és facilitar l'accés al finançament a persones físiques i morals.

### Segons la categorització clàssica
Tradicionalment la historiografia ha identificat quatre tipus bàsics de bancs que han operat durant l'edat contemporània, i que han estat tan públics com, sobretot, privats:
- Bancs d'emissió: entitats que podien imprimir bitllets, és a dir que creaven paper moneda com a nova eina de pagament.
- Bancs comercials: entitats que concedien préstecs a curt termini i descomptes, amb l'objectiu de facilitar la compra de productes determinats.
- Bancs industrials: entitats que concedien préstecs a llarg termini basant-se en una hipoteca, sovint amb l'objectiu que el capital prestat s'invertís en la creació d'alguna gran empresa.
- Bancs de serveis: entitats que oferien serveis de simple intermediació, és a dir sense la imposició d'un crèdit o deute. Entre aquests serveis hi comptem la gestió de valors, la compravenda de lletres, etc.

### Altres tipologies
Altres tipologies de bancs que podem trobar, no estrictament lligades a cap de les categoritzacions anteriors són:
- Banc zombi: (de l'anglès: zombie bank) és una entitat financera amb un valor econòmic net menor que zero, però que continua operant perquè la seva habilitat per pagar els seus deutes és sostinguda per crèdit governamental implícit o explícit.[9]
- Banc dolent: (de l'anglès: bad bank), o en termes econòmics, «Fons per a la reestructuració dels actius financers», és una entitat financera que compra els anomenats actius tòxics —actius compatibilitzats en el balanç d'un banc per un valor sobrevalorat— a fi de salvar el sistema financer.
- Banca ètica: està formada per aquelles entitats bancàries que apliquen els principis de les finances ètiques, és a dir aquelles que tenen per objectiu fer compatible la rendibilitat financera i econòmica amb l'assoliment d'objectius socials i ambientals.[10]
- Banc democràtic: la banca democràtica es caracteritzarà per ser un “bé comunal democràtic”, aquest és una empresa pública col·lectiva controlada per la sobirania dels ciutadans i no per l'Estat, i estarà obligatòriament orientada cap al bé comú, no cap a la maximització del benefici.[11]

## Història de la banca
La banca actual té els seus orígens en les diverses iniciatives financeres de l'edat medieval, com ara la taula de canvis, i altres precedents més antics. Des de llavors, el seu desenvolupament ha estat un element fonamental de la història econòmica de les societats capitalistes actuals, ja que en general els bancs han dinamitzat el mercat de capitals permetent la distribució dels fons dels estalviadors entre els projectes dels emprenedors amb necessitat de recursos.
El primer caixer automàtic es va posar en marxa al Regne Unit el 1967

### Història de la banca catalana
En el cas de Catalunya, la presència d'activitat bancària és molt antiga. Sempre hi ha hagut particulars que s'han dedicat a les funcions bàsiques, com ara cedir crèdits de capital, o com la compravenda de lletres. Però és durant l'edat contemporània en què hi ha hagut el floriment més important. De totes maneres, cal tenir present que el paper dels bancs en el procés d'industrialització catalana fou poc important, ja que les noves empreses van optar majoritàriament per altres mitjans de finançament no bancaris. Aquesta manca d'un sector bancari potent és un element clau que ha entorpit el creixement econòmic contemporani causant repetides mancances de massa monetària i una endèmica mancança d'entitats que aglutinessin el capital circulant per finançar noves empreses.

## El funcionament del banc com empresa
El banc comercial és una empresa que proporciona certs serveis als seus clients, dipositants i prestataris i, com a contrapartida rep en una forma o l'altra, pagaments d'aquests. Es tracta d’una institució financera que serveix principalment a particulars i empreses acceptant dipòsits, proporcionant comptes corrents i d'estalvi i oferint préstecs. Gran part dels diners que fem servir és creada pels bancs comercials quan presten diners. Quan un banc comercial atorga nous préstecs als seus clients, i els acredita l'import corresponent als comptes corrents, està creant diners bancaris. Aquests diners seran utilitzats per comprar béns o realitzar inversions i finalment acabaran dipositats en altres comptes bancaris. De manera inversa, quan els clients paguen els seus deutes, es destrueixen aquests diners bancaris.
Com qualsevol empresa privada intenta obtenir un benefici per als seus accionistes. Tractaran de prestar els fons que aconsegueixen de manera que la diferència entre els ingressos que reben i els costos en què incorren sigui el més gran possible. Els ingressos els generen els actius rendibles, bàsicament els interessos que cobren pels interessos dels crèdits i préstecs concedits, així com els rendiments dels valors mobiliaris de la cartera. Els costos dels bancs es deriven sobretot dels interessos pagats pels fons rebuts, els dipòsits de clients i els préstecs del Banc Central, a més de les despeses d'intermediació de l'empresa (sous i salaris, costos de gestió i amortitzacions). La diferència entre els ingressos i els costos genera el benefici.

## La funció monetària dels bancs
Els dipòsits bancaris són el component més important de l’oferta monetària. Els bancs poden crear liquiditat, ja que poden proporcionar actius líquids en forma de dipòsits bancaris als clients i invertir gran part dels fons en actius menys líquids com ara hipoteques o préstecs. Una part dels fons rebuts els han de conservar per atendre els reintegraments que sol·licitin els clients, aquest efectiu que el banc manté més els dipòsits al banc central constitueixen les reserves bancàries.
El balanç de l’empresa, que resumeix la situació financera, en el cas dels bancs, de forma simplificada, presenta a l’Actiu les reserves del banc (efectiu i dipòsits en el banc central) i els actius rendibles, crèdits i préstecs, a l'espera que els receptors els tornin al banc. En el Passiu, com a fonts de finançament, els dipòsits dels clients, fons que el banc ha de tornar als dipositants, préstecs del banc central i intermediaris financers i els fons propis del banc, a més d'altres comptes tant a l’actiu com al passiu.

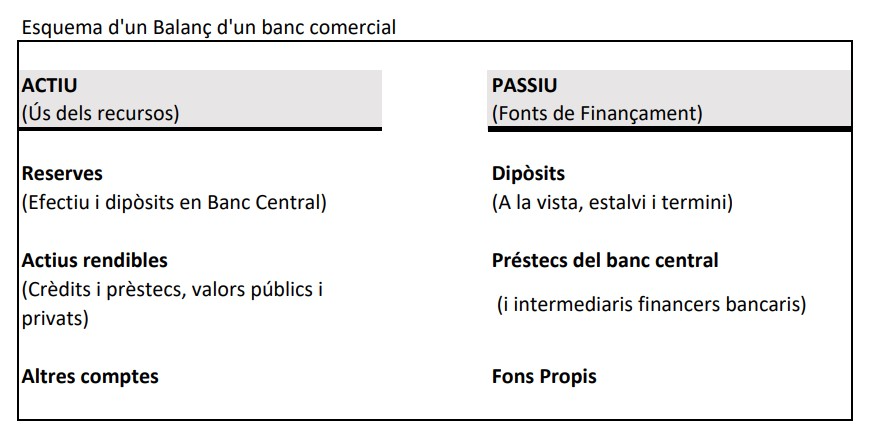
Balanç simplificat d'un banc

Un dels instruments que té el banc central per aplicar la política monetària és el coeficient legal de reserves, tot i que no s'utilitza generalment com un instrument actiu pel fet que genera canvis bruscos en el balanç bancari, a més disposa d'altres instruments, com el tipus de descompte i operacions de mercat obert. Pel que fa al coeficient legal de reserves, si el banc central vol disminuir l'oferta monetària de l'economia, pot augmentar el coeficient de reserves legals, limitant la possibilitat de generar crèdits i, per tant, de generar dipòsits. En canvi, una reducció del coeficient de reserves genera un augment de l'oferta monetària, en permetre alliberar reserves als bancs i, en conseqüència, amb aquesta menor exigència, concedir més crèdits i incrementant la massa monetària.

## Banc sistèmic
Un banc sistèmic o banc d'importància sistèmica és un banc la possible fallida del qual pot causar danys greus a la resta del sistema financer i a l'economia real. El Financial Stability Board (FSB) és un organisme internacional que supervisa i fa recomanacions sobre el sistema financer global. Promou l'estabilitat financera internacional; ho fa coordinant les autoritats financeres estatals i els organismes internacionals d'establiment de normes treballant per desenvolupar polítiques de regulació, supervisió i altres polítiques sòlides del sector financer.
El FSB, d'acord amb els Bancs Centrals, determina els bancs sistèmics a escala global. La llista 2022 de bancs globalment sistèmics (G-SIB) es basa en dades de finals de 2021 i en una metodologia d'avaluació dissenyada pel Comitè de Supervisió Bancària de Basilea (BCBS), que es va revisar el 2018. Hi ha trenta bancs, amb diferents nivells de dipòsits, entre els quals es troben JP Morgan Chase en el nivell més elevat, seguit de Bank of America, Citigroup, HSBC en el següent cub, segueixen Bank of China, Barclays, BNP Paribas, Deutsche Bank, Goldman Sachs. En el darrer nivell es troben, entre d'altres, Santander, Société Générale, Groupe Crédit Agricole, ING.